# Günther Deilmann

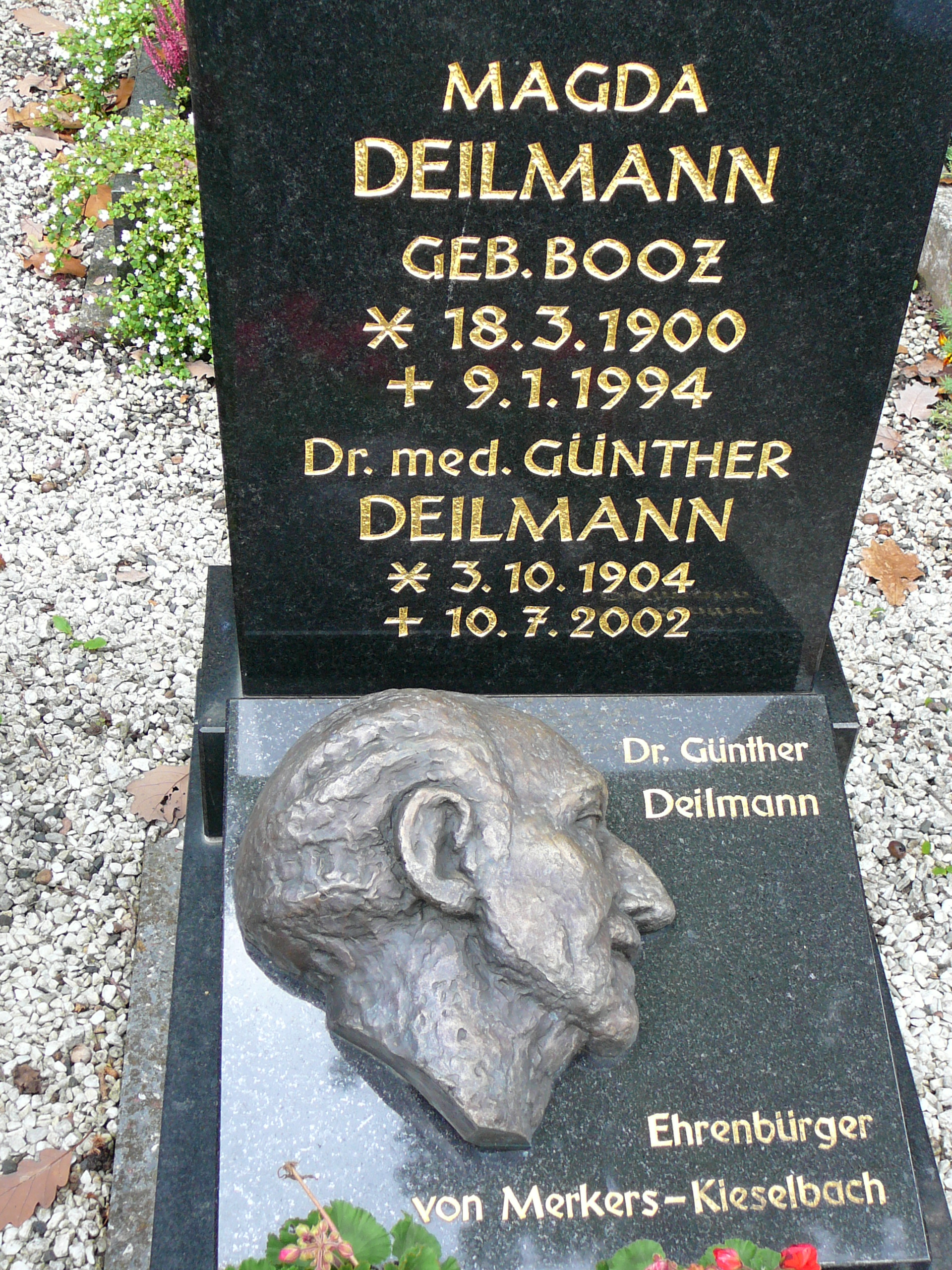
Günther Deilmann

Günther Deilmann (* 3. Oktober 1904 in Dortmund; † 10. Juli 2002 in Merkers) war ein deutscher Arzt und Geburtshelfer. Er ist Ehrenbürger der ehemaligen Gemeinde Merkers-Kieselbach und erhielt 1996 einen Eintrag im Guinness-Buch der Rekorde.

## Leben
Während seines Studiums wurde Deilmann 1922 Mitglied der Burschenschaft Teutonia Freiburg. Nach dem Studium in Freiburg im Breisgau und Berlin sowie Zeiten als Assistenzarzt in Göttingen und Essen kam der gebürtige Dortmunder 1930 nach Merkers. Bis 1971 war er als Landarzt für die Gemeinden Merkers, Kieselbach, Dönges und Möllersgrund und als Betriebsarzt des Kaliwerkes Merkers tätig. Während des Zweiten Weltkrieges übernahm er darüber hinaus die Praxis Dorndorf und die Geburtshilfe in Tiefenort.
Wegen „Wehrunwürdigkeit“ aus rassistischen Gründen (Deilmann galt als „Halbjude“) nicht im Kriegsdienst, erlebte er das Kriegsende in Merkers und wurde zusätzlich Lagerarzt für die im Kaliwerk eingesetzten Kriegsgefangenen. Durch seinen lebensgefährlichen Einsatz verhinderte er mit den Einwohnern von Merkers vor dem Eintreffen der Amerikaner im April 1945 die Sprengung eines mit Munition und Sprengstoff beladenen Güterzuges bei Merkers durch die SS. Dadurch wurden die beiden Gemeinden Merkers und Kieselbach vor der vollständigen Zerstörung bewahrt.
Wegen seiner Beliebtheit bei seinen Patienten und seines selbstlosen Einsatzes für diese wurde noch zu seinen Lebenszeiten der Lengsfelder Weg in Merkers in die Dr.-Günther-Deilmann-Straße umbenannt.
Am 3. Oktober 1995 zu seinem 91. Geburtstag ist ihm die Ehrenbürgerwürde der Gemeinde Merkers-Kieselbach verliehen worden, da er „wie kein anderer das Leben der Gemeinde mitgeprägt“ hat.
Im Oktober 1996 erfolgte die Eintragung in das Guinness-Buch der Rekorde für den Rekord als „ältester Sportler, der erstmals das Deutsche Sportabzeichen ablegte“.